# Saclay
Saclay és un municipi francès, situat al departament de l'Essonne i a la regió de Illa de França. L'any 2007 tenia 3.013 habitants.
Forma part del cantó de Gif-sur-Yvette i districte de Palaiseau. I des del 2016 de la Comunitat d'aglomeració París-Saclay.

## Demografia

### Població
El 2007 la població de fet de Saclay era de 3.013 persones. Hi havia 1.040 famílies, de les quals 184 eren unipersonals (100 homes vivint sols i 84 dones vivint soles), 268 parelles sense fills, 524 parelles amb fills i 64 famílies monoparentals amb fills.
La població ha evolucionat segons el següent gràfic:
Habitants censats

### Habitatges
El 2007 hi havia 1.117 habitatges, 1.064 eren l'habitatge principal de la família, 4 eren segones residències i 49 estaven desocupats. 929 eren cases i 175 eren apartaments. Dels 1.064 habitatges principals, 840 estaven ocupats pels seus propietaris, 198 estaven llogats i ocupats pels llogaters i 26 estaven cedits a títol gratuït; 37 tenien una cambra, 45 en tenien dues, 137 en tenien tres, 250 en tenien quatre i 595 en tenien cinc o més. 919 habitatges disposaven pel capbaix d'una plaça de pàrquing. A 385 habitatges hi havia un automòbil i a 630 n'hi havia dos o més.

### Piràmide de població
La piràmide de població per edats i sexe el 2009 era:
| Homes | Edats   | Dones |
| ----- | ------- | ----- |
| 0     | 95 o +  | 0     |
| 12    | 90 a 94 | 12    |
| 12    | 85 a 89 | 28    |
| 4     | 80 a 84 | 16    |
| 28    | 75 a 79 | 32    |
| 36    | 70 a 74 | 40    |
| 40    | 65 a 69 | 20    |
| 48    | 60 a 64 | 56    |
| 72    | 55 a 59 | 88    |
| 124   | 50 a 54 | 128   |
| 144   | 45 a 49 | 140   |
| 148   | 40 a 44 | 108   |
| 116   | 35 a 39 | 152   |
| 64    | 30 a 34 | 80    |
| 56    | 25 a 29 | 92    |
| 96    | 20 a 24 | 52    |
| 124   | 15 a 19 | 88    |
| 124   | 10 a 14 | 132   |
| 108   | 5 a 9   | 88    |
| 84    | 0 a 4   | 68    |

## Economia
El 2007 la població en edat de treballar era de 2.014 persones, 1.563 eren actives i 451 eren inactives. De les 1.563 persones actives 1.487 estaven ocupades (787 homes i 700 dones) i 76 estaven aturades (37 homes i 39 dones). De les 451 persones inactives 145 estaven jubilades, 229 estaven estudiant i 77 estaven classificades com a «altres inactius».

### Ingressos
El 2009 a Saclay hi havia 1.069 unitats fiscals que integraven 3.074 persones, la mediana anual d'ingressos fiscals per persona era de 31.599 €.

### Activitats econòmiques
Dels 195 establiments que hi havia el 2007, 3 eren d'empreses extractives, 2 d'empreses alimentàries, 1 d'una empresa de fabricació de material elèctric, 5 d'empreses de fabricació d'altres productes industrials, 33 d'empreses de construcció, 47 d'empreses de comerç i reparació d'automòbils, 5 d'empreses de transport, 13 d'empreses d'hostatgeria i restauració, 13 d'empreses d'informació i comunicació, 7 d'empreses financeres, 13 d'empreses immobiliàries, 35 d'empreses de serveis, 9 d'entitats de l'administració pública i 9 d'empreses classificades com a «altres activitats de serveis».
Dels 47 establiments de servei als particulars que hi havia el 2009, 2 eren oficines bancàries, 6 tallers de reparació d'automòbils i de material agrícola, 6 paletes, 2 guixaires pintors, 2 fusteries, 9 lampisteries, 6 electricistes, 3 perruqueries, 6 restaurants, 4 agències immobiliàries i 1 saló de bellesa.
Dels 4 establiments comercials que hi havia el 2009, 1 era una botiga de més de 120 m², 1 una botiga de menys de 120 m², 1 una botiga d'electrodomèstics i 1 una botiga de mobles.
L'any 2000 a Saclay hi havia 9 explotacions agrícoles.

## Equipaments sanitaris i escolars
El 2009 hi havia 1 hospital de tractaments de mitja durada (seguiment i rehabilitació), 1 un hospital de tractaments de llarga durada, 1 centre de salut i 1 farmàcia.
El 2009 hi havia 2 escoles maternals i 2 escoles elementals.

## Poblacions més properes
El següent diagrama mostra les poblacions més properes.